# SU-100U
Die SU-100Y war eine 130-mm-Selbstfahrlafette der sowjetischen Roten Armee. Sie war mit einem Schiffsgeschütz ausgerüstet und wurde deshalb auch Marine-Selbstfahrlafette genannt.

## Entwicklung
Die SU-100Y sollte zur Bekämpfung schwerer Bunker als Selbstfahrlafette eingesetzt werden. Sie entstand auf der Wanne des einzigen schweren Panzerprototyps T-100, der im finnisch-russischen Winterkrieg 1939/1940 unter Feldbedingungen getestet wurde und sich nicht bewährte, weil die aus einer 76,2- und einer 45-mm-Kanone bestehende Bewaffnung die finnischen Bunker nicht zerstören konnte. Zunächst sollte eine größere 152-mm-Kanone auf dem T-100 eingebaut werden. Dieses Modell wurde als T-100-Y bezeichnet, wurde jedoch schon bald wegen des KW-1 und des KW-2 mit seiner überlegenen 152-mm-Haubitze eingestellt.
Am 8. Januar 1940 wurden neue Pläne des Nachfolgers, dem T-100-X, fertiggestellt und an die Ischorawerke (Fabrik Nr. 185) geschickt. Der T-100-X hatte einen kastenförmigen Aufbau und wurde mit einer 130-mm-Schiffskanone ausgerüstet. Für die Mobilität wurde eine Drehstabfederung eingebaut. Bei der Weiterentwicklung des Prototyps wurde die Form des Aufbaues modifiziert, um die Munitionsbeladungszeit zu reduzieren. Das neue Design wurde als SU-100Y / SU-100-Y bekannt. Die Entwürfe der SU-100Y wurden am 24. Februar 1940 an die Ischora-Werke geschickt. Der einzige Prototyp wurde im März 1940 fertiggestellt. Bei der Fertigstellung des Prototyps war der Winterkrieg bereits beendet, wodurch die SU-100Y nicht mehr unter Kampfbedingungen getestet werden konnte und es nie zu einer Serienfertigung kam.

## Konstruktion
Die SU-100Y entstand durch den Umbau der Wanne des einzigen Prototyps des T-100. Als Antrieb diente der GAM34-Torpedoboot-Motor, eine Variante des Mikulin-Flugmotors AM-34.
Die SU-100Y war mit einer 130-mm-Marinekanone B-13 in einem nicht drehbaren und besonders markanten geschlossenen kastenförmigen Aufbau ausgerüstet.

## Einsatz
Die einzige SU-100Y wurde im Winter 1941 auf dem Höhepunkt der Schlacht um Moskau eingesetzt, wobei es keinerlei Aufzeichnungen über den genauen Einsatz und mögliche Erfolge gibt. Die SU-100Y überstand den Krieg und ist heute im Panzermuseum Kubinka ausgestellt.

## Technische Daten
- Panzerung:

Front: 55–65 mm
Seite: 55–65 mm
Heck: 50–60 mm
Dach: 20 mm
- Kampfsatz: 30 Granaten
- Durchschlagskraft: 193 mm
- Baujahr: 1940
- Stückzahl: 1